# Giro di Toscana 1946
Il Giro di Toscana 1946, ventesima edizione della corsa, valido come Campionato italiano di ciclismo su strada 1946, si svolse il 4 agosto 1946 su un percorso di 247 km con partenza e arrivo a Firenze. Fu vinto dall'italiano Aldo Ronconi, che completò il percorso in 7h31'00" precedendo per distacco i connazionali Gino Bartali e Vito Ortelli; tagliarono il traguardo 12 dei 50 ciclisti al via.

## Percorso
Il percorso, disegnato dai tecnici dell'Unione Velocipedistica Italiana, privato delle sue classiche salite e senza particolari asperità, risultava adatto alle ruote veloci. Partenza da Firenze, si risalì quindi la Valdarno, passando da Montevarchi e Pergine (con un breve strappo), per giungere ad Arezzo; quindi svolta verso sud-ovest, e transitando da Palazzuolo, punto più alto della corsa, a 585 m s.l.m., si arrivò a Siena. Da lì risalita verso nord, con transito da Poggibonsi, Tavarnelle (con breve salita), Galluzzo e la periferie d'Oltrarno, infine passaggio sul Ponte alla Vittoria per giungere sul traguardo, posto al Parco delle Cascine, dopo 247 km di gara.

## Ordine d'arrivo
| Pos. | Corridore         | Squadra      | Tempo    |
| ---- | ----------------- | ------------ | -------- |
| 1    | Aldo Ronconi      | Benotto      | 7h31'00" |
| 2    | Gino Bartali      | Legnano      | a 6'28"  |
| 3    | Vito Ortelli      | Benotto      | s.t.     |
| 4    | Adolfo Leoni      | Bianchi      | a 9'29"  |
| 5    | Bruno Pasquini    | Legnano      | a 11'10" |
| 6    | Mario Fazio       | Viscontea    | a 18'48" |
| 7    | Giulio Bresci     | Welter-Ursus | s.t.     |
| 8    | Serse Coppi       | Bianchi      | a 39'04" |
| 9    | Sergio Maggini    | Benotto      | a 40'00" |
| 10   | Primo Volpi       | Individuale  | a 41'00" |
| 11   | Adalino Mealli    | Individuale  | s.t.     |
| 12   | Serafino Biagioni | Individuale  | s.t.     |